# Fender Swinger
A Fender Swinger (ismert még: Fender Musiclander vagy Fender Arrow neveken is) egy elektromos gitár, melyet az amerikai Fender hangszercég dobott piacra 1966-ban. A fejlesztés már a CBS amerikai médiavállalat égisze alatt zajlott, mivel a társaság 1965-ben felvásárolta a Fendert. Az új típusok bevezetésére tett kísérletek egyike volt a Swinger is. A Swinger azonban a várakozásokkal ellentétben, a többi újszerű CBS-próbálkozáshoz hasonlóan nem váltotta be a hozzá fűzött reményeket, így 1969-ben ki is vonták a forgalomból. A Swinger rendkívül kis darabszáma miatt jelenleg a gitárgyűjtők által leginkább keresett modellek közé tartozik.

## Felépítése
A gitár a felhasználatlan Musicmaster testekből készült, melyekből alulról kivágtak egy darabot, hogy a hangszer egyedi formát kapjon. A testen csak egy hangerő, valamint egy hangszínszabályzó potméter kapott helyet. A fej háromszög alakú, a Fender-logó mellől bizonyos modelleken hiányzik a „Swinger” felirat. A nyak 21 érintős paliszander fogólapot kapott. A gitár menzúrája (skálahosszúság – húrlábtól a nyeregig mért hosszúság) 22,5 inch, ami így a rövidebb skálahosszú gitárok közé sorolja.

## Külső hivatkozások
- Fender Swinger review hypercustom.com